# Орешкин, Максим Станиславович
Максим Станиславович Орешкин (род. 21 июля 1982, Москва, РСФСР, СССР) — российский государственный и политический деятель, экономист. Заместитель Руководителя Администрации Президента Российской Федерации с 14 мая 2024 года. Действительный государственный советник Российской Федерации 1-го класса.
Помощник президента Российской Федерации (24 января 2020 — 14 мая 2024). Министр экономического развития Российской Федерации (30 ноября 2016 — 15 января 2020). Председатель совета директоров футбольного клуба ЦСКА с 8 мая 2020 года. Более 15 лет посвятил работе в экономике и банковской сфере Центрального банка России и главным экономистом «ВТБ Капитал».
В 2017 году Bloomberg, со ссылкой на неназванных чиновников, назвал Орешкина новым фаворитом Владимира Путина.
Из-за вторжения России на Украину, находится под международными санкциями всех стран Евросоюза, США, Великобритании и других стран.

## Биография
Максим Станиславович Орешкин родился 21 июля 1982 года в Москве.
В 2002 году окончил бакалавриат, а в 2004 году — магистратуру Высшей школы экономики по направлению «экономика».
С апреля 2002 года по июнь 2006 года — экономист 1-й категории, ведущий экономист, главный экономист, заведующий сектором отдела Департамента платёжного баланса Банка России.
С июня 2006 года по июль 2010 года — старший менеджер, директор, управляющий директор «Росбанка». С июля 2010 года по июнь 2012 года — руководитель аналитического блока ЗАО «Креди Агриколь корпоративный и инвестиционный банк» по России и СНГ. С июня 2012 года по август 2013 года — главный экономист по России ЗАО «ВТБ Капитал».
С сентября 2013 года по 3 мая 2015 года — директор департамента долгосрочного стратегического планирования Министерства финансов России. В 2013 году включён в резерв управленческих кадров, находящихся под патронажем президента России. С 3 мая 2015 года по 30 ноября 2016 года — заместитель Министра финансов России Антона Силуанова. Курировал макроэкономические вопросы в бюджетной части, анализ рисков в бюджетной системе, оценку и прогнозирование доходов, вопросы денежно-кредитной политики.
С 30 ноября 2016 по 21 января 2020 — министр экономического развития России (с 15 по 21 января 2020 — исполняющий обязанности министра в связи с тем, что правительство Дмитрия Медведева было отправлено в отставку. 21 января 2020 сложил с себя обязанности министра экономического развития, которым был назначен Максим Решетников).
14 марта 2017 по 12 мая 2020 года — специальный представитель президента России по вопросам торгово-экономического сотрудничества с Японией.
29 января 2018 года Министерством финансов США включён в «Кремлёвский доклад», в котором перечисляются наиболее значимые политические деятели (114 человек) и «олигархи» (96 человек) Российской Федерации.
19 ноября 2018 года Максим Орешкин стал председателем совета Центра стратегических разработок.
24 января 2020 года назначен помощником президента России Владимира Путина.
8 мая 2020 года возглавил совет директоров футбольного клуба ЦСКА.
По данным агентства Блумберг, в 2022 году Максим Орешкин являлся автором идеи о переводе расчётов за российский газ на рубли с рядом иностранных государств.
С 19 октября 2024 года — специальный представитель Президента Российской Федерации по вопросам финансово-экономического сотрудничества с государствами БРИКС и взаимодействия с Новым банком развития.
С 14 мая 2024 года - заместитель Руководителя Администрации Президента Российской Федерации

## Взгляды
В интервью газете «Московский комсомолец» в ноябре 2023 года положительно оценил несменяемость власти в России (Россия в этом плане выгодно отличается от отдельных стран Европы, которые вы назвали демократиями. Горизонт планирования там короткий. Главное — дотянуть до следующих выборов, а потом хоть трава не расти. Мы все прекрасно знаем, что горизонт планирования президента Путина — это не три месяца, не год и даже не пять лет. Это десятилетия вперед, поколения) .

## Санкции
4 мая 2022 года, на фоне вторжения России на Украину, Орешкин внесён в санкционный список Великобритании как председатель совета директоров Первого канала.
15 сентября 2022 года включён в санкционный список США «пособников российской агрессии в Украине». 19 октября 2022 года внесён в санкционный список Украины за «поддержку и реализации политики, подрывающую территориальную целостность, суверенитет и независимость Украины».
16 декабря 2022 года, внесён в санкционный список стран Евросоюза как член координационного совета в задачи которого входит «решение вопросов, связанных с обеспечением нужд Вооружённых Сил РФ в период агрессивной войны против Украины». 24 февраля 2023 года внесён в санкционный список Канады как «элита и близкий соратник режима».
Также, по аналогичным основаниям, находится в санкционных списках Австралии и Швейцарии.

## Семья
Женат, есть дочь. Общая сумма декларированного годового дохода за 2016 год составила 16,5 млн рублей, за 2017 год — 20,9 млн рублей.
Мать Надежда Никитина — профессор Московского государственного строительного университета. Старший брат Владислав — инвестиционный банкир, бывший сотрудник Банка России.

## Увлечения, хобби
Владеет английским языком. Является фанатом московского футбольного клуба ЦСКА, с 8 мая 2020 года возглавляет совет директоров этого клуба.

## Награды
- Медаль «За вклад в развитие Евразийского экономического союза» (29 мая 2019 года, Высший совет Евразийского экономического союза)[36].
- Лауреат премии Высшей школы экономики «HSE Alumni Awards» 2016 года в номинации «Государственная служба»[37].
- Лауреат премии Высшей школы экономики «Золотая Вышка» 2016 года в номинации «Успех выпускника»[38].